# Kuopio härad
Kuopio härad var ett härad i Kuopio län i Finland.
Ytan (landsareal) var 4655,9 km² 1910; häradet hade 31 december 1908 55.120 invånare med en befolkningstäthet av 11,8 inv/km². Utanför häraden fanns Kuopio stad.

## Landskommuner
De ingående landskommunerna var 1910 som följer:
- Karttula
- Keitele
- Kuopio landskommun, finska: Kuopion maalaiskunta
- Maninga, finska: Maaninka
- Pielavesi
- Tuusniemi